# Pore (kommun)
Pore är en kommun i Colombia.   Den ligger i departementet Casanare, i den centrala delen av landet, 270 km öster om huvudstaden Bogotá. Antalet invånare är 7 968.